# Minkovice (Šimonovice)
Minkovice (německy Münkendorf) jsou osadou obce Šimonovice, nachází se v údolí Doubského potoka nedaleko města Liberce v nadmořské výšce zhruba 425 metrů. Nejbližšími vesnicemi jsou Šimonovice, dále pak Doubí, Pilínkov (místní části Liberce) a Dlouhý Most.

## Historie
První písemná zmínka o Minkovicích pochází z roku 1544,[zdroj⁠?!] kdy je v libereckých městských knihách uvedena jako Minkendorf. Název osady tedy znamená Minkova ves, a jelikož je jméno Mink slovanského původu, lze se domnívat, že Minkovice vznikly v důsledku české vnitřní kolonizace pohraničních oblastí. Osídlení zde však patrně existovalo mnohem dříve, než byla ves poprvé zmiňována. Z původních několika statků, rozesetých při staré cestě z Rašovky do Doubí a dál do Liberecké kotliny, se postupem času vyvinula víska přibližného tvaru okrouhlice.

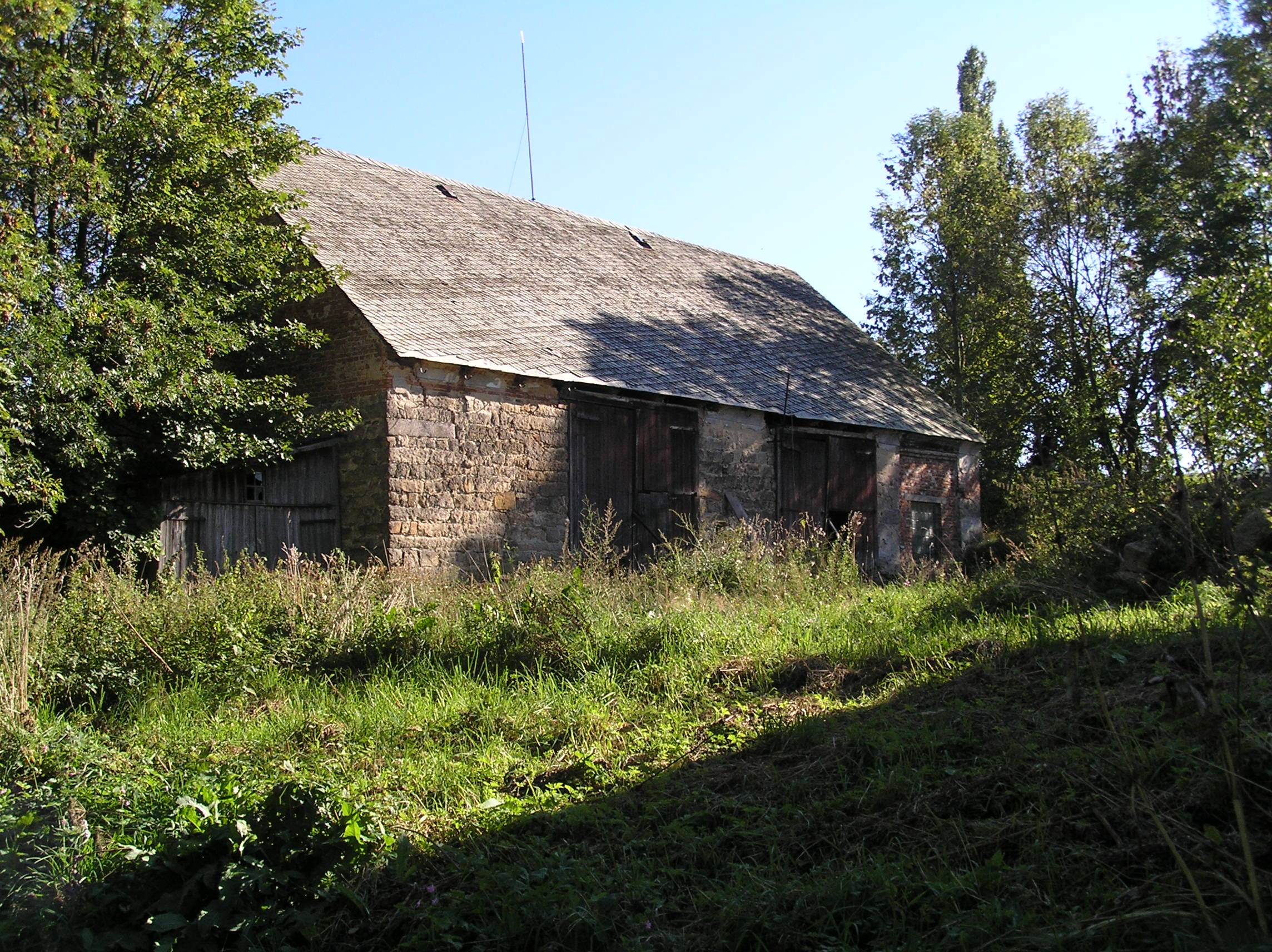
Stará stodola

Ve středu vesnice stávala a dodnes stojí, byť přestavěná, kaplička svatého Jana Nepomuckého. Mimo toto centrum se zástavba vsi ovšem ještě rozvíjela při potoce blíže k Šimonovicím a podél cesty k Pilínkovu. V roce 1556 byly Minkovice tvořeny jedenácti statky, dvěma chalupami tzv. zahradníků a čtyřmi chalupami bezzemků. Do roku 1850 patřily k libereckému panství. Kostel ve vsi nikdy nestál a díky své dispozici Minkovice připadly do dvou farností: Rochlice a Dlouhý Most. Stejně tak musely minkovické děti chodit do školy buď v prvé, nebo druhé zmiňované vsi.
Až do 19. století byly Minkovice ryze zemědělskou vsí, v průběhu doby zde však vzniklo několik menších průmyslových provozů: parní mlýn, přádelna či brusírna šatonů, dnes však přímo ve vsi žádný větší provoz nefunguje: nejbližší továrnou je závod Preciosa mezi Minkovicemi a Pilínkovem. Zemědělství mělo vždy ráz drobného hospodaření – rolnictví či pastevectví. V padesátých letech 20. století zde vzniklo jednotné zemědělské družstvo. V sedmdesátých letech byly ve vsi vybudovány objekty mechanizačního střediska, dílen a bramborárny, zajímavé osudy měl také kravín, vybudovaný roku 1963, v roce 1967 totiž vyhořel: byl ovšem obnoven a znovu uveden do provozu. Dnes patří Minkovice spolu s Šimonovicemi k oblíbeným lokalitám pro výstavbu rodinných domů, a to především díky pěkné poloze vsi a dobré dopravní dostupnosti: od roku 1965 sem totiž zajíždí autobusy liberecké MHD.
Až do roku 1961 byly Minkovice samostatnou obcí v okrese Liberec, poté byly připojeny k Šimonovicím a roku 1980 k Dlouhému Mostu. Mezi lety 1986–1990 však šlo o libereckou městskou čtvrť Liberec XXXVIII-Minkovice, od 1. září 1990 jsou opět součástí Šimonovic.
Až do konce komunistického režimu byla mezi Minkovice a Pilínkovem umístěna Věznice Minkovice, která proslula jako krutý komunistický lágr.
| „                                                                                     | Vězni-otroci museli pracovat v otrokářské továrně pana Ludvíka Karla ve 40stupňových vedrech, v poklusu, s jen malými příděly jídla a pod neustálými tresty samovazby v betonové kobce i na několik týdnů, nesplní-li normy. Ty byly záměrně nesplnitelné. Díky této levné pracovní síle měla Preciosa vysoké zisky. | “ |
| — Ing. Petr Hauptmann, architekt, který byl za pokus o emigraci do SRN vězněn 8 let.“ | |   |

V obci k roku 2024 není vybudován památník, který by utrpení politických vězňů v Minkovicích připomínal.

## Obyvatelstvo
| Rok            | 1869 | 1880 | 1890 | 1900 | 1910 | 1921 | 1930 | 1950 | 1961 | 1970 | 1980 | 1991 | 2001 | 2011 | 2021  |
| -------------- | ---- | ---- | ---- | ---- | ---- | ---- | ---- | ---- | ---- | ---- | ---- | ---- | ---- | ---- | ----- |
| Počet obyvatel | 336  | 288  | 286  | 259  | 279  | 254  | 352  | 212  | 159  | 139  | 200  | 213  | 256  | 689  | 1 135 |
| Počet domů     | 47   | 50   | 52   | 56   | 51   | 52   | 55   | 54   | 35   | 32   | 47   | 59   | 70   | 187  | 187   |

## Pamětihodnosti

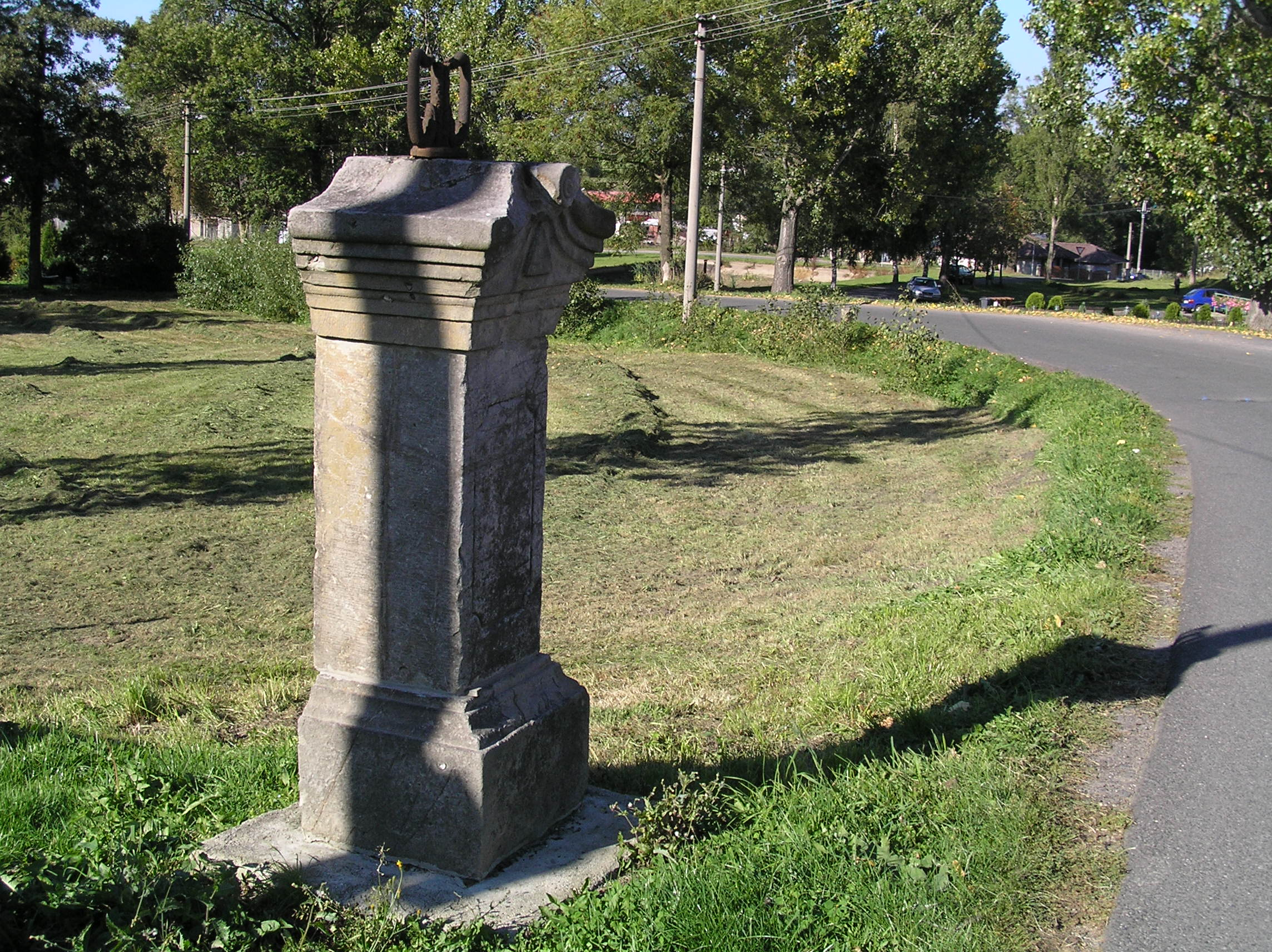
Podstavec křížku

- Cejnarova památka – křížek u železničního přejezdu při silnici do Šimonovic upomíná na tragédii, která se zde udála 31. 5. 1995, kdy zde byl vlakem přejet Radek Cejnar.
- Kaple Božího milosrdenství, zasvěcená původně svatému Janovi Nepomuckému – nevelká empírová stavba z počátku 19. století, dnes obklopena novostavbami rodinných domků
- křížek – v současné době z něj bohužel zbývá již jen podstavec